# PZL Mielec
A PZL Mielec, teljes nevén Polskie Zakłady Lotnicze Sp. z o.o. – PZL Mielec (magyarul Lengyel Repülőgépgyárak), korábban WSK-Mielec, majd WSK PZL-Mielec a lengyelországi Mielec városban működő repülőgépgyár. A legnagyobb kapacitású lengyelországi repülőgépgyár. A céget 2007-ben megvásárolta az amerikai United Technologies Corporation vállalat és a Sikorsky Aircraft Co.-hoz kapcsolta. A lengyel gyár azonban megtartotta saját gyártmányjelzését. 2015 júliusában a Sikorsky Aircraft Corporationt 9 milliárd USD-ért megvásárolta a Lockheed Martin, így ennek a 100%-os tulajdonába került a PZL Mielec.

## Története
1938–1939 között építették a Központi Ipari Körzet fejlesztési projekt részeként, az Állami Repülőgépgyárak (PZL) 2. sz. repülőgépgyártó üzemeként a gyártókapacitás bővítése céljából. A cég a WP–2 jelzést kapta (WP – Wytwórnia Płatowców 2 , magyarul 2-es sárkány üzem). Ezzel egy időben épült fel a közeli Rzezsówban a PZL új motorgyára is. 1938 júliusában kezdte meg működését az üzem, ahol a PZL.37 Łoś bombázó gyártása indult el a PZL okęciei központi gyárából szállított alkatrészek és részegységekből. Ekkor kb. 700 ember dolgozott az üzembe, ahol Lengyelország német megszállásáig kb. 120 repülőgépet építettek. A tervek között szerepelt a PZL.64 Sum könnyű bombázó és a PZL.50 Jastrząb vadászrepülőgép gyártása is Mielecben, de erre a háború miatt már nem kerülhetett sor.
A várost 1939. szeptember 13-án foglalták el a német csapatok, ezután a repülőgépgyártó üzem a Heinkel cég alárendeltségébe került. A német megszállás alatt kezdetben a He 111-es bombázó vezérsíkjait gyártották. Az üzemben gyártották a He 117 Grief bombázót és a He 219 éjszakai vadászrepülőgépet is, és a He 111 összeszerelése is folyt. Emellett repülőgép-javítást is végzett az üzem, többek között a He 111 bombázó és a Ju 52-es szállító repülőgépeket javítottak ott.

## Gyártmányai

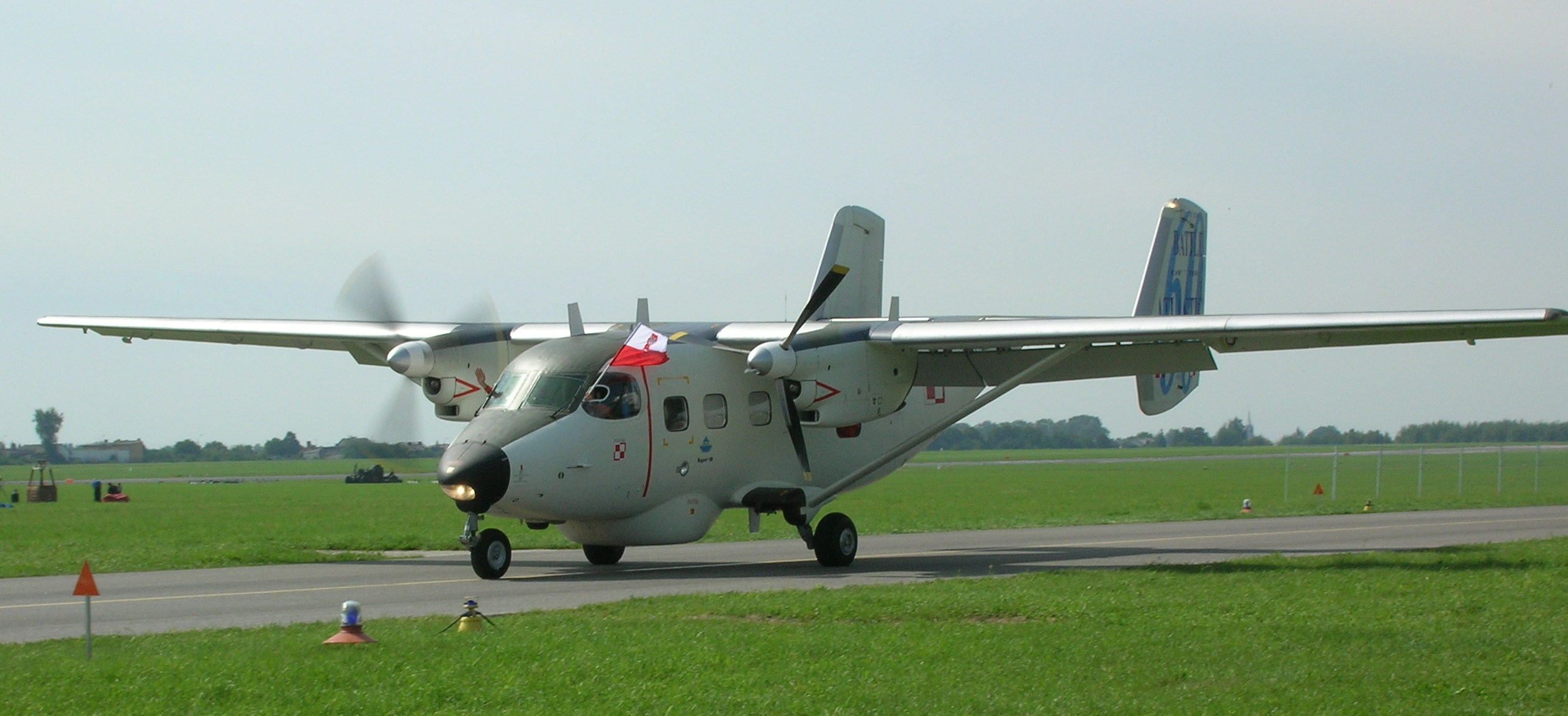
A vállalat egyik gyártmánya, a PZL M28 Bryza

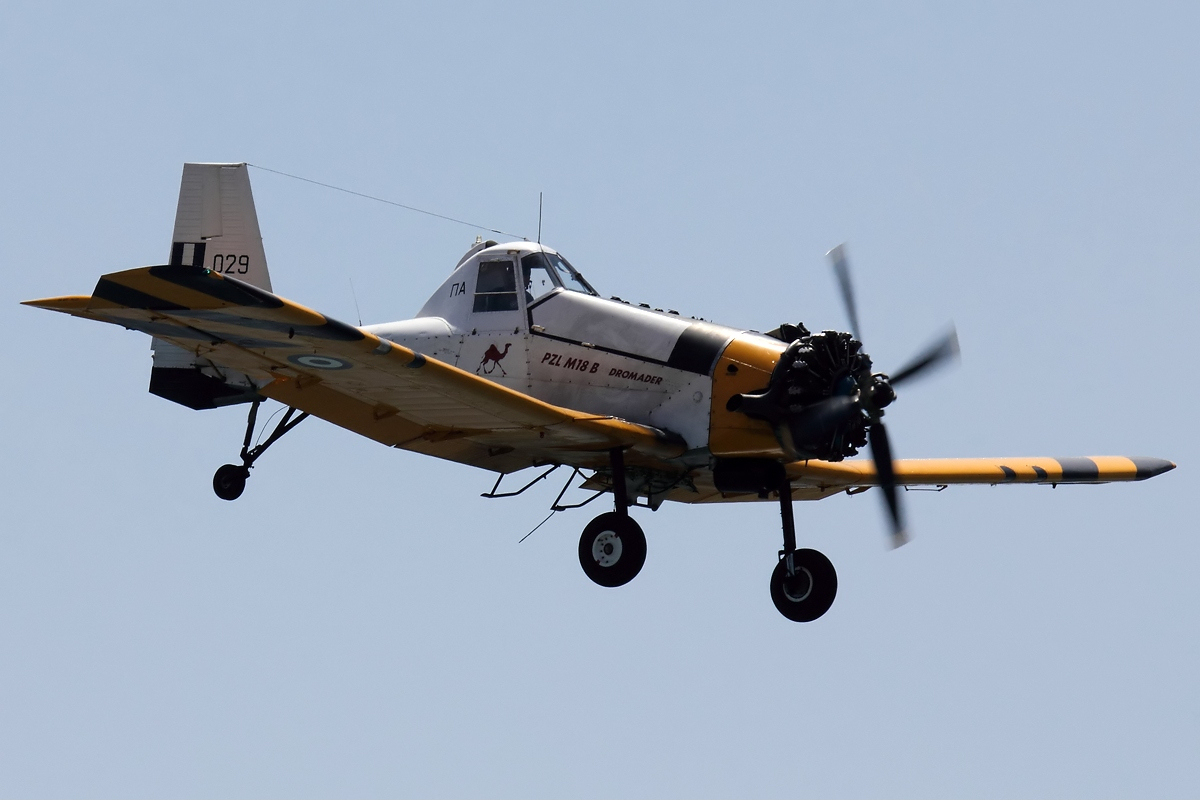
PZL M18 Dromader

### Korábbi gyártmányai
- LWD Szpak–4T
- CSS–13
- TS–8 Bies
- PZL M–2
- PZL M–4 Tarpan
- An–2
- Lim–1 (MiG–15)
- Lim–2 (MiG–15bisz)
- SB Lim–1
- SB Lim–2
- Lim–5 (MiG–17F)
- Lim–6
- PZL TS–11 Iskra
- PZL M–15 Belphegor
- PZL M20 Mewa
- PZL M26 Iskierka
- PZL I–22 Iryda

### Jelenlegi gyártmányai
- PZL M28
- PZL M28B Bryza
- PZL M18 Dromader
- S–70i Black Hawk